# Mandarines
Pour plus de détails, voir Fiche technique et Distribution.
Mandarines (en géorgien : მანდარინები ; en estonien : Mandariinid) est un film dramatique coproduit par l'Estonie et la Géorgie, réalisé par Zaza Urushadze et sorti en 2013.
Il a remporté le prix du meilleur film estonien au festival du film Nuits noires de Tallinn 2013.
Représentant de la Géorgie aux Oscars, le film est nommé à l'Oscar du meilleur film en langue étrangère au cours des Oscars du cinéma 2015. Il est aussi nommé aux Golden Globes dans la même catégorie.

## Synopsis
Le film se déroule pendant la guerre d'Abkhazie, en Géorgie, en 1992 pendant la récolte des mandarines. Un village ne compte comme seuls habitants qu’un vieil homme, Ivo, et un producteur de mandarines, Margus — tous deux d’origine estonienne — qui refuse de quitter ses vergers alors que les fruits sont presque mûrs. Le conflit est de plus en plus proche mais Ivo décide de venir en aide à Ahmet, un Tchétchène blessé, et le cache chez lui. Margus, à son tour, découvre un Géorgien laissé pour mort sur le champ de bataille. Il l’emmène lui aussi chez Ivo. Deux combattants de camps opposés se retrouvent alors sous le même toit.

## Fiche technique
- Titre français : Mandarines
- Titre international : Tangerines
- Titre original : Mandariinid
- Réalisation : Zaza Urushadze
- Scénario : Zaza Urushadze
- Photographie : Rein Kotov
- Montage : Alexander Kuranov
- Musique : Niaz Diasamidze
- Production : Ivo Felt
- Sociétés de production : Allfilms
- Société de distribution : ACE Entertainment Films
- Pays de production :  Estonie
- Format : couleur - 2,35:1 - son Dolby numérique
- Genre : guerre
- Durée : 87 minutes
- Dates de sortie[4] :
  - France : 6 avril 2016
  - Belgique : 27 janvier 2016

## Distribution
- Misha Meskhi (VFB : Alexandre Crépet) : Niko
- Giorgi Nakashidze (VFB : Franck Dacquin) : Ahmed
- Elmo Nüganen (VFB : Alain Eloy) : Margus
- Raivo Trass (VFB : Luc Vandermaelen) : Juhan
- Lembit Ulfsak (VFB : Jean-Michel Vovk) : Ivo
- Zura Begalishvili (VFB : Patrick Waleffe) : Aslan

Version française
- Direction artistique : Jay Walker
- Adaptation : Benoît Berthezene

## Distinctions

### Récompenses
- Festival international du film de Mannheim-Heidelberg 2013 : prix spécial du jury et prix du public
- Festival du film Nuits noires de Tallinn 2013 : meilleur film estonien
- Festival international du film de Tbilissi 2013 : prix du meilleur réalisateur pour Zaza Urushadze
- Festival international du film de Varsovie 2013 : prix du meilleur réalisateur pour Zaza Urushadze

- Festival international du film de Bari 2014 : prix du meilleur film
- Festival international du film de Fajr 2014 : Phoenix de cristal du meilleur film et prix du meilleur scénario pour Zaza Urushadze
- War on Screen 2014 : grand prix du jury
- Warsaw international film festival : Meilleur réalisateur
- Eurasia international film festival : Prix d'interprétation masculine
- Film festival Oostende : Taste of Europe Competition
- International federation of film societies : Prix du public
- International federation of film societies : Prix du jury
- Warsaw international film festival : Prix du public
- Prix Gaudí 2016 : Meilleur film en langue étrangère

### Nominations
- Golden Globes 2015 : meilleur film en langue étrangère
- Oscars du cinéma 2015 : meilleur film en langue étrangère